# 伦巴迪亚
伦巴迪亚（希臘語：Λογγοβαρδία）是指拜占庭帝国对意大利伦巴第人控制领土的称呼。9至10世纪时，其也是一个位于意大利南部的拜占庭军区的称谓。

## 历史

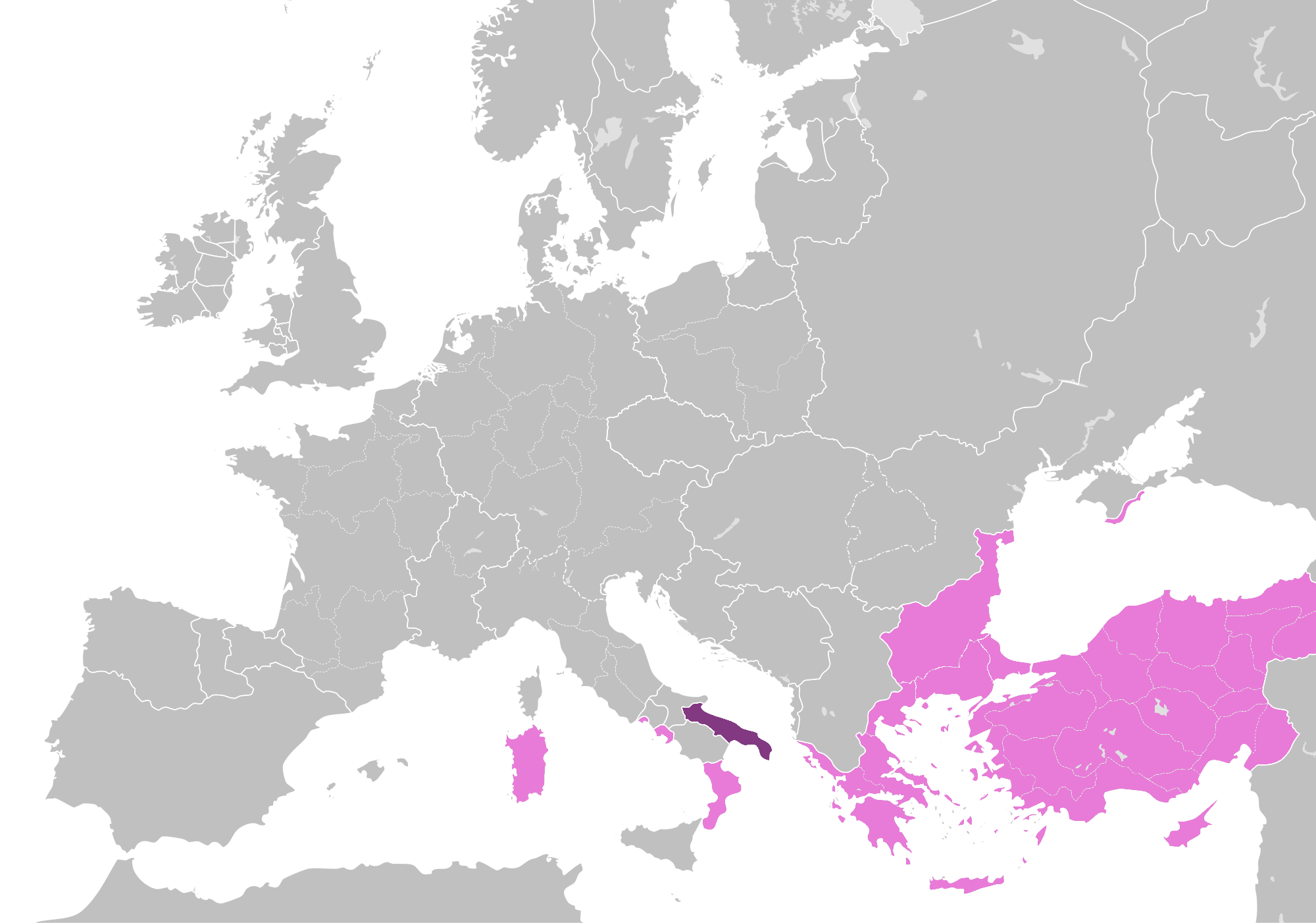
伦巴迪亚军区在拜占庭帝国的位置

这一名词原本用来形容伦巴第人的领地，编年史家坚信者塞奥法尼斯曾区分过「大伦巴迪亚」与「小伦巴迪亚」，前者即倫巴底王國，后者囊括了意大利南部，包括贝内文托、斯波莱托、萨勒诺、卡普阿等伦巴第公国，以及、加埃塔、等承认拜占庭宗主权的城邦。
狭义的「伦巴迪亚」是指囊括了如今意大利普利亚以及部分巴西利卡塔地区的拜占庭军区，其首府为巴里。军区的确切起源和演变并不完全清楚。在一个世纪几乎完全没有插手意大利半岛事务之后，巴西尔一世时期（867-886年），拜占庭开始再次积极干预这一地区，巴西尔的西线政策目的是将撒拉森袭击者清除出亚得里亚海，重建在达尔马提亚的统治，并将原本对意大利部分地区的控制拓展开来。这一时期，奧特朗托于873年自撒拉森人手中夺回，876年巴里也被拜占庭收复。 这一契机可能为之后的军区打下了基础。设立初期伦巴迪亚可能是凯法利尼亚下属的分军区。
880年代中期的老尼基弗鲁斯·福卡斯及其继任者大大扩展了拜占庭控制区域，涵盖了如今的卡拉布里亚、普利亚和巴西利卡塔。伦巴第人位于意大利南部的权力中心貝內文托也于891年被攻克。最早提及伦巴迪亚为独立军区的文献恰恰出现在这一时期，但最初它似乎是和帝国的其他欧洲军区一同管理的。891年，第一位有记载的将军同时还掌管了马其顿、色雷斯和凯法利尼亚军区，其继任者乔治则掌管着凯法利尼亚军区。自911年起才证实有独立的伦巴迪亚将军。938与956年，军区也与卡拉布里亚军区一同治理，尽管这种安排持续了多长时间尚不清楚。不过在965年之后，两个军区永久合并，成立了新的意大利督军区，治所为巴里。

### 脚注
1. ↑  Kazhdan 1991，第1249–1250頁.
2. 1 2  Pertusi 1952，第181頁
3. 1 2 3 4 5  Kazhdan 1991，第1250頁.
4. ↑  Kreutz 1996，第41–43頁.
5. ↑  Kreutz 1996，第57頁.
6. ↑  Kazhdan 1991，第256, 1250頁.
7. ↑  Kreutz 1996，第63–66頁.
8. ↑  Pertusi 1952，第180頁

### 书籍
- Kazhdan, Alexander (编). . New York and Oxford: Oxford University Press. 1991. ISBN 978-0-19-504652-6.
- Pertusi, A. . Rome: Biblioteca Apostolica Vaticana. 1952 （意大利语）.
- Kreutz, Barbara M. . Philadelphia: University of Pennsylvania Press. 1996  [2019-04-27]. ISBN 0-8122-1587-7. （原始内容存档于2019-05-12）.

## 延伸阅读
- Oikonomidès, N. A. . Revue des études byzantines. 1965, 23 (23): 118–123  [2019-04-27]. doi:10.3406/rebyz.1965.1343. （原始内容存档于2015-09-24） （法语）.
- Ostrogorsky, George. . Oxford: Basil Blackwell. 1956  [2019-04-27]. （原始内容存档于2020-07-25）.